# Хънян
Хънян е град в провинция Хунан, Югоизточен Китай. Административният метрополен район, който включва и града, е с население от 7 148 344 жители, а в градската част има 936 789 жители (2010 г.). Общата площ на административния метрополен район е 15 279 кв. км, а градската част е с площ от 722 кв. км. Намира се в часова зона UTC+8. Средната годишна температура е около 18,5 градуса. Телефонният код е 0734.
На 8 август, по време на Втората китайско-японска война, градът е превзет от японците след ожесточена съпротива.